# Municipio de St. Marys (Dakota del Norte)
El municipio de St. Marys (en inglés, St. Marys Township) es un municipio del condado de Ward, Dakota del Norte, Estados Unidos. Tiene una población estimada, a mediados de 2022, de 48 habitantes.
Abarca una zona exclusivamente rural.

## Geografía
Está ubicado en las coordenadas 48°24′52″N 101°30′39″O / 48.41444, -101.51083. Según la Oficina del Censo de los Estados Unidos, tiene una superficie total de 93.57 km², de la cual 90.37 km² corresponden a tierra firme y 3.20 km² están cubiertos de agua.

## Demografía
Según el censo de 2020, en ese momento había 57 personas residiendo en la zona. La densidad de población era de 0.63 hab./km². El 92.98 % de los habitantes eran blancos, el 3.51 % eran afroamericanos, el 1.75 % era asiático y el 1.75% era de una mezcla de razas. Del total de la población, el 1.75 % era hispano o latino.